# كليمنت أوليري
كليمنت أوليري (بالإنجليزية: Clement O'Leary)‏ هو سياسي كندي، ولد في 26 يونيو 1916 في كندا، وتوفي في 12 يونيو 1969. حزبياً، نشط في الحزب الكندي التقدمي المحافظ. وقد انتخب عضو مجلس الشيوخ الكندي وانتخب عضو مجلس العموم الكندي.